# 中港
zh-hans庄;}-
中港，是臺灣苗栗縣竹南鎮的一個傳統地域名稱，位於該鎮西南部。相較於今日行政區，其範圍大致包括中港里西大半部、中華里西南部、中英里、中美里東北半部。

## 歷史
台灣清治末期至日治初期，中港地區為一街庄，稱為「中港街」，隸屬於竹南一堡。該街西北臨台灣海峽，東北及東與營盤邊庄為鄰，東南一小段與鹽館前庄為鄰，南邊及西南邊為海口庄。
1901年（日治明治三十四年）11月，全台廢縣廳改設二十廳，該街隸屬於新竹廳。1909年（明治四十二年）10月，合併二十廳為十二廳，該街隸屬不變。1920年（大正九年），廢十二廳改設五州二廳，該街改制為「中港」大字，隸屬於新竹州竹南郡竹南庄。1940年，竹南庄升格為竹南街。
戰後竹南街改制為竹南鎮，隸屬於新竹縣，大字亦改制為里。1950年桃、竹、苗分治，竹南鎮改隸屬於苗栗縣。

## 聚落
本地區發展較早的聚落有中港、過溝仔、彭湖厝等，在日治期初期的官方地圖上已有記載。此外，本地區尚有公地聚落。

## 交通
國道3號又稱「福爾摩沙高速公路」，是台灣西部第二條縱向高速公路，大致以東北—西南走向經過本地區西北部近海地帶。境內未設交流道，北側最近的是省道台61線交會處的西濱交流道（只有南出北入），南側最近的是省道台1己線交會處的竹南交流道，由此等進入可快速連絡前往台灣西部國道3號沿線各地。
省道台61線又稱「西部濱海快速公路」，是八里至安南的快速公路，在本地區路段大致國道3號平行而位於其東側。由該道路向東北可前往香山並止於浸水橋北側，其後以省道台15線為代用道路；向西南可前往後龍並止於通霄白沙屯，其後以省道台1線為代用道路。
鄉道苗3-1線（功明街）是山佳至海口的道路，大致以北北東—南南西走向轉縱向經過中港聚落。由該道路向北北東可前往大坵園、山佳並止於天聲廣播電台旁的省道台13線路口，向南可前往海口聚落並止於鄉道苗6線路口。

## 文化資產
- 中港慈裕宮（縣定古蹟）